# Troporiz
Troporiz ist ein Ort und eine ehemalige Gemeinde (Freguesia) im nordportugiesischen Kreis Monção. Die Gemeinde hatte 270 Einwohner (Stand 30. Juni 2011).
Am 29. September 2013 wurden die Gemeinden Troporiz und Lapela zur neuen Gemeinde União das Freguesias de Troporiz e Lapela zusammengeschlossen. Troporiz ist Sitz dieser neu gebildeten Gemeinde.